# 세키 다카시
세키 다카시(일본어: 関 貴史, 1978년 6월 5일~)는 일본의 전 축구 선수이다.

## 구단 경력
과거 도쿄 베르디에서 활동하였다.